# Brachylaena ilicifolia
Brachylaena ilicifolia là một loài thực vật có hoa trong họ Cúc. Loài này được (Lam.) Phillips & Schweick. mô tả khoa học đầu tiên năm 1937.